# Lista de membros do elenco de Quantico
A seguir se apresenta a lista de membros do elenco de Quantico, uma série de televisão norte-americana de drama e suspense criado por Joshua Safran e a série é exibida no horário nobre pela American Broadcasting Company (ABC). O episódio piloto estreou na noite de 27 de Setembro de 2015. Actualmente o elenco regular da série é constituído por sete actores, que são: Priyanka Chopra, Jake McLaughlin, Johanna Braddy, Russell Tovey, Blair Underwood, Marlee Matlin e Alan Powell.
A série segue um grupo de jovens recrutas do FBI, novos agentes estagiários ("NAT", em inglês); cada um tem uma razão específica para a adesão. Flashbacks detalham suas vidas anteriores, enquanto os recrutas batalham seus caminhos através de treinamento na academia em Quantico, Virginia. No entanto, a série revela em uma reviravolta em flash forward que um dos recrutas, após se formar na academia, será suspeito de planear o maior ataque terrorista em Nova York desde os ataques de 11 de Setembro, em 2001.
Os actores participantes do elenco principal da primeira temporada são Priyanka Chopra (Alex Parrish), Josh Hopkins (Liam O'Connor), Jake McLaughlin (Ryan Booth), Aunjanue Ellis (Miranda Shaw), Yasmine Al Massri (Nimah e Raina Amin), Johanna Braddy (Shelby Wyatt), Tate Ellington (Simon Asher), Graham Rogers (Caleb Haas) e Anabelle Acosta (Natalie Vasquez). Começando com a segunda temporada, foram adicionados mais três actores, que foram creditados como regulares e receberam os nomes após os créditos de abertura, eles são Russell Tovey (Harry Doyle), Pearl Thusi (Dayana Mampasi),  e Blair Underwood (Owen Hall). Começando com a terceira temporada, foram adicionados mais dois actores, que são creditados como regulares e recebem os nomes após os créditos  de abertura, eles são Marlee Matlin (Jocelyn Turner) e Alan Powell (Mike McQuigg).		

## Escolha do elenco

O elenco de Quantico na primeira temporada, da esquerda à direita: Liam O'Connor (Josh Hopkins), Miranda Shaw (Aunjanue Ellis), Alex Parrish (Priyanka Chopra), Ryan Booth (Jake McLaughlin), Nimah e Raina Amin (Yasmine Al Massri), Simon Asher (Tate Ellington), Caleb Haas (Graham Rogers) e Shelby Wyatt (Johanna Braddy).

Joshua Safran trabalhou com Keli Lee para a escolha do elenco da série. O primeiro actor à ser escolhido no elenco da série foi Tate Ellington para interpretar Simon Asher, um recruta do FBI. Após a escolha de Ellington Graham Rogers foi escalado como Caleb Haas, outro recruta do FBI. E depois foi anunciado que Aunjanue Ellis foi escolhida como Miranda Shaw, a vice-directora e supervisora do treino na acadêmia. Dougray Scott foi escalado como Liam O'Connor, o antigo parceiro da Miranda e actual subordinado.
Priyanka Chopra já tinha em suas mãos o papel de Alex Parrish, a protagonista da série. Jake McLaughlin foi mais tarde escolhido como Ryan Booth, o interesse amoroso da Alex, a Johanna Braddy e a Yasmine Al Massri foram escolhidas nos últimos papeis de co-estrelas das personagens Shelby Wyatt e Nimah e Raina Amin, que também são recrutas na academia. Em Julho de 2015, a ABC anunciou que a personagem Liam O'Connor ia ser reformado, com Josh Hopkins em mente, substituindo assim Dougray Scott. No mesmo mês, foi anunciado que a actriz Anabelle Acosta foi escolhida num papel secundário, para interpretar Natalie Vasquez, uma recruta em Quantico e ex-policial. Depois da estreia de alguns episódios da série, Acosta foi promovida para o elenco principal da série. Tal como a Anabelle, Rick Cosnett também foi escolhido para para um papel recorrente (ou secundário) como Elias Harper, um ex—advogado, e recruta analista. Em Setembro de 2015, Jacob Artist foi escalado para um papel recorrente como Brandon Fletcher, um agente do FBI em treinamento. Marcia Cross foi escalada como a Senadora Claire Haas, a mãe do Caleb, candidata a vice-presidência e mulher do Director Assistente do FBI Clayton Haas. Em Novembro de 2015, Jay Armstrong Johnson, Lenny Platt e Li Jun Li foram escolhidos para interpretar as personagens Will Olsen, Drew Perales e Iris Chang, que foram adicionadas depois do hiato.
Depois do final de primeira temporada da série, Safran confirmou que todos regulares da temporada anterior voltariam, a excepção da Acosta, Ellington e Hopkins, porque as suas personagens foram mortas. Safran também expressou o interesse em trazer de volta a personagem da Cross a Claire Haas, depois de ser revelado que ela esteve envolvida na historia das explosões. Em Julho de 2016, Henry Czerny juntou-se ao elenco num papel recorrente, e interpretou Matthew Keyes, o director da CIA. Safran tinha planeado trazer a personagem do Keyes para a segunda temporada porque achou importante para o enredo. Safran adicionou três actores para o elenco principal da série são eles: Russell Tovey como o agente do MI6 Harry Doyle, Blair Underwood como o oficial da CIA Owen Hall e Pearl Thusi como a advogada de "tipo A" Dayana Mampasi. Em Julho de 2016, Aarón Díaz foi escolhido para um papel recorrente como León Velez, um fotojornalista. Tracy Ifeachor e David Lim também foram escolhidos para papeis recorrentes como Lydia Hall e Sebastian Chen. No principio de 2017, Hunter Parrish e Krysta Rodriguez foram escolhidos para papeis secundários como Clay Haas e Maxine Griffin. Em Março de 2017, foi anunciado que o super-modelo espanhol Jon Kortajarena entraria no elenco como Felix Cordova, um operativo politico.
Depois do anuncio de renovação da série, foi reportado que Al Massri e a Thusi iriam sair da série, e  em Junho de 2017, foi reportado que Ellis e Tovey poderiam não voltar para a série como parte de uma reestruturação criativa. No entanto, em Agosto de 2017, foi confirmado que Tovey não deixaria a série e voltaria como um regular. Mais tarde em Julho de 2017, Marlee Matlin juntou-se ao elenco principal da série como Jocelyn Turner , uma ex-agente do FBI. No dia 21 de Novembro de 2017, foi anunciado que Alan Powell vai entrar no elenco principal como Mike McQuigg, um agente infiltrado. No dia 6 de Dezembro de 2017, foi anunciado que Amber Skye Noyes vai entrar no elenco recorrente da série como Celine Fox. No dia 17 de Janeiro de 2018, foi anunciado que Vandit Bhatt vai entrar no elenco recorrente de série como Jagdeep Patel. No dia 16 de Fevereiro de 2018, foi confirmado que Aunjanue Ellis deixou a série.

## Resumo
|  | Principal             |
|  | Recorrente/Secundário |
|  | Convidado             |
|  | Sem Aparições         |

## Elenco

### Principal
| Elenco Principal         |                   |           |            |           |
| Alexandra "Alex" Parrish | Priyanka Chopra   | Principal | Principal  | Principal |
| Liam O'Connor            | Josh Hopkins      | Principal |            |           |
| Ryan Booth               | Jake McLaughlin   | Principal | Principal  | Principal |
| Miranda Shaw             | Aunjanue Ellis    | Principal | Principal  |           |
| Nimah e Raina Amin       | Yasmine Al Massri | Principal | Principal  |           |
| Shelby Wyatt             | Johanna Braddy    | Principal | Principal  | Principal |
| Caleb Haas               | Graham Rogers     | Principal | Recorrente |           |
| Simon Asher              | Tate Ellington    | Principal |            |           |
| Natalie Vasquez          | Anabelle Acosta   | Principal |            |           |
| Harry Doyle              | Russell Tovey     |           | Principal  | Principal |
| Dayana Mampasi           | Pearl Thusi       |           | Principal  |           |
| Owen Hall                | Blair Underwood   |           | Principal  | Principal |
| Jocelyn Turner           | Marlee Matlin     |           |            | Principal |
| Mike McQuigg             | Alan Powell       |           |            | Principal |

### Recorrente
| Elenco Recorrente       |                       |              |              |              |
| Elias Harper            | Rick Cosnett          | Recorrente   |              |              |
| Sita Parrish            | Anna Khaja            | Recorrente   |              | Participação |
| Clayton Haas            | Mark Pellegrino       | Recorrente   |              |              |
| Brandon Fletcher        | Jacob Artist          | Recorrente   |              |              |
| Hannah Wyland           | Eliza Coupe           | Recorrente   | Participação |              |
| Claire Haas             | Marcia Cross          | Recorrente   | Recorrente   |              |
| Drew Perales            | Lenny Platt           | Recorrente   |              |              |
| Iris Chang              | Li Jun Li             | Recorrente   | Participação |              |
| Will Olsen              | Jay Armstrong Johnson | Recorrente   | Recorrente   |              |
| Charlie Price           | J. Mallory McCree     | Recorrente   |              |              |
| Laura Wyatt             | Kelly Rutherford      | Recorrente   |              |              |
| Glenn Wyatt             | Kevin Kilner          | Recorrente   |              |              |
| Matthew Keyes           | Henry Czerny          | Participação | Recorrente   |              |
| León Velez              | Aarón Díaz            |              | Recorrente   |              |
| Lydia Hall              | Tracy Ifeachor        |              | Recorrente   |              |
| Sebastian Chen          | David Lim             |              | Recorrente   |              |
| Leigh Davis             | Heléne Yorke          |              | Recorrente   |              |
| Clayton "Clay" Haas Jr. | Hunter Parrish        |              | Recorrente   |              |
| Maxine Griffin          | Krysta Rodriguez      |              | Recorrente   |              |
| Sasha Barinov           | Karolina Wydra        |              | Recorrente   |              |
| Felix Cordova           | Jon Kortajarena       |              | Recorrente   |              |
| Henry Roarke            | Dennis Boutsikaris    |              | Recorrente   |              |
| Celine Fox              | Amber Skye Noyes      |              |              | Recorrente   |
| Jagdeep Patel           | Vandit Bhatt          |              |              | Recorrente   |